# Amore caro, amore bello/La casa nel parco
Amore caro, amore bello/La casa nel parco è un singolo del cantautore italiano Bruno Lauzi, pubblicato dalla Numero Uno (catalogo ZN 50.120) nel maggio 1971.

## I brani

### Amore caro, amore bello
Amore caro, amore bello, presente sul lato A del disco, è il brano scritto da Mogol (testo) e Lucio Battisti (musica). Verrà pubblicato come traccia d'apertura del primo disco dell'omonimo album doppio – il cui titolo sarà modificato con, al posto della virgola, i puntini di sospensione – che uscirà a dicembre.

#### Atmosfere
Su per giù, le stesse de La farfalla impazzita (sempre di Mogol-Battisti) presentata al Festival di Sanremo 1968 nell'interpretazione di Johnny Dorelli e Paul Anka.

### La casa nel parco
La casa nel parco, presente sul lato B del disco, è il brano estratto dall'album Bruno Lauzi (1970) dell'omonimo cantautore e scritto, interamente, dall'autore stesso. Gli arrangiamenti e la direzione orchestrale sono di Damiano Dattoli.

## Tracce

### Lato A
1. Amore caro, amore bello – 3:07 (testo: Mogol – musica: Lucio Battisti; edizioni musicali Acqua Azzurra)

### Lato B
1. La casa nel parco – 3:05 (Bruno Lauzi; edizioni musicali Numero Uno)